# 英格蘭銀行50英鎊紙幣
英格蘭銀行50英鎊紙幣（Bank of England £50 note）是英鎊紙幣之一，也是英格蘭銀行發行的流通英鎊紙幣中面額最高的。1725年，英格蘭銀行首次開始發行50英鎊紙幣。2011年發行的50英鎊紙幣，正面是伊麗莎白二世肖像，反面是工程師及科學家詹姆斯·瓦特及實業家馬修·博爾頓的肖像。2021年3月25日，英格兰银行推出了印有数学家艾伦·图灵画像的50英镑紙幣。

## 外部連結
- Bank of England website （页面存档备份，存于）